# کلیسای جامع جدید برشیا

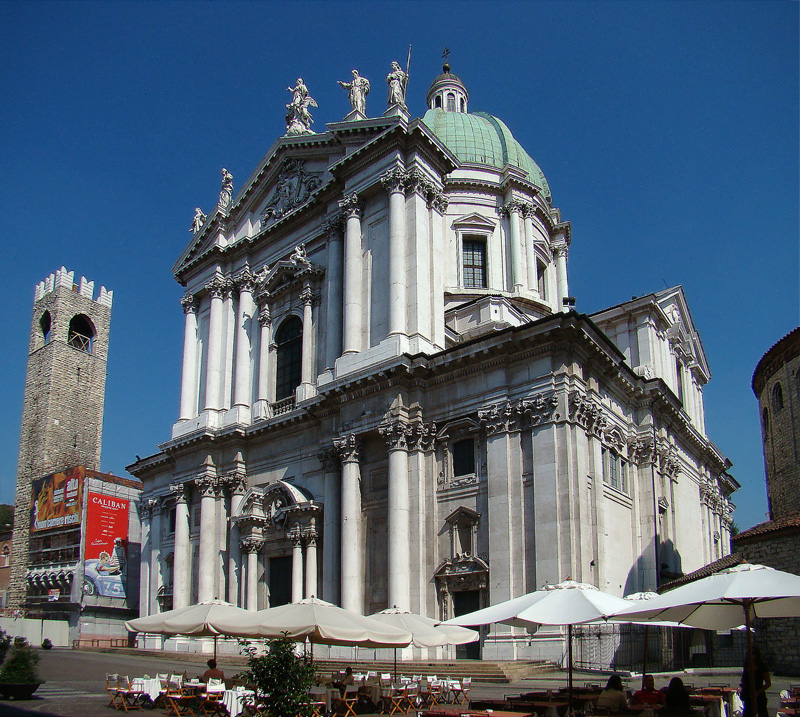
نمایی از کلیسای جامع جدید برشیا.

نمایی از کلیسای جامع قدیمی برشیا در کنار کلیسای جدید.

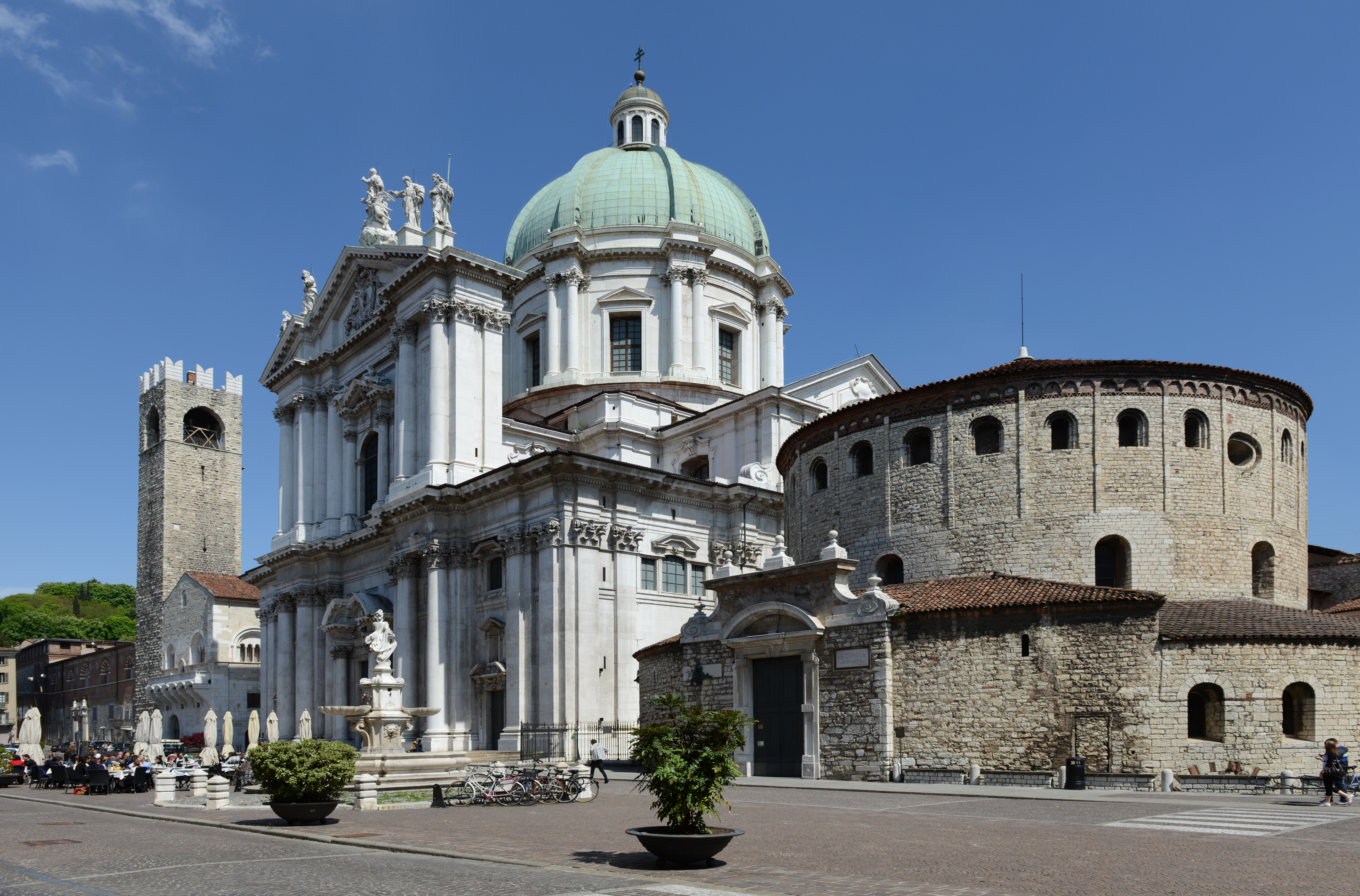
کلیساهای جامع جدید و قدیمی برشیا

کلیسای جامع جدید (به ایتالیایی Duomo Nuovo) بزرگترین کلیسای کاتولیک رومی در برشیا، ایتالیا است.

## تاریخچه
در سال ۱۶۰۴ ساخت‌وساز این کلیسا در محلی که کلیسای باستانی-مسیحی قرن پنجم و ششم سن پیترو دو دام واقع شده بود آغاز شد. کمیسیون اصلی به آندرا پالادیو داده‌شده بود، اما متعاقباً به معمار جیووانی باتیستا لانتانا اعطا شد. وی با کمک پیترو ماریا باگنادور پروژه را پیش بردند، اما حدود سال ۱۶۳۰ به‌دلیل طاعون قطع شد.
کار بر روی ساخت و ساز به آرامی اما به صورت پراکنده آغاز شد، اما انگیزه نهایی برای تکمیل در قرن نوزدهم ایجاد شد. این نما توسط جیووانی باتیستا و آنتونیو مارچتی طراحی شده‌است، در حالی که گنبد آن که در سال ۱۸۲۵ تکمیل شد، توسط لوئیجی کاگنولا طراحی شد. گنبد این کلیسا با ۸۰ متر ارتفاع یکی از مرتفع‌ترین ایتالیا است.
گنبد فعلی پس از تخریب در طول جنگ جهانی دوم بازسازی شد. در این نما مجسمه‌هایی از مریم مقدس و مقدسین پیتر، پل، جیمز و جان وجود دارد.
از جمله کارهای هنری داخلی آن می‌توان به صحنه‌هایی از زندگی ویرجین توسط جیرلامو رومانینو (ازدواج، دیدار و تولد) و ایثار ایزاک توسط مورتو دا برشیا اشاره کرد.
فضای داخلی ساختمان آن شامل بنای یادبودی از پاپ برسیان پل ششم است که در حفره چپ پیدا شده‌است. مجسمه (۱۹۷۵) کاری از رافائل اسکورزلی است. برج کلیسای باروک بر فراز کلیسای کوچک و روستایی رومانسک کلیسای جامع قدیمی برشیا (Duomo Vecchio) قرار دارد.